# Flughafen Villingen

i7
i11
i13
Der Flughafen Villingen war ein Verkehrsflugplatz in Villingen im Schwarzwald (heute Villingen-Schwenningen), der von 1925 bis 1930 bestand. Er wurde von der Badisch-Pfälzischen Lufthansa-AG mit Subventionen der Stadt Villingen betrieben und diente als Zwischenlandeplatz für Fluglinien in der Region Baden. Das Flugfeld befand sich auf einem ehemaligen Exerzierplatz am Friedengrund westlich der Villinger Innenstadt.
Der Flughafen wurde offiziell am 16. Mai 1925 eröffnet, obwohl die Eröffnungsfeier aufgrund ungünstiger Wetterbedingungen abgesagt werden musste. Geflogen wurde in den Sommermonaten auf der Schwarzwaldlinie über Freiburg und Konstanz, seit 1927 auch auf der Linie Villingen-Stuttgart. Jährliches Highlight waren die Flugtage mit prominenten Gästen, unter anderem Ernst Udet und Oskar Dimpfel. Von Beginn an sorgten infrastrukturelle Probleme wie ein unebener Grund, hohe Windgeschwindigkeiten und fehlende bauliche Einrichtungen aber für Schwierigkeiten und es kam zu mehreren Unfällen. Aufgrund mangelnder Rentabilität wurde der Betrieb im Jahr 1931 eingestellt. Als Sportflugplatz und Zwischenlandeplatz bei den Deutschlandflügen wurde das Flugfeld noch bis in die späten 1930er-Jahre genutzt.
Heute erinnert der Name einer Pizzeria am ehemaligen Standort an die Existenz des Flughafens Villingen.